# 遙かなる時空の中で
『遙かなる時空の中で』（はるかなるときのなかで）は、コーエー（のちのコーエーテクモゲームス）のルビー・パーティー制作の女性向け恋愛アドベンチャーゲーム。
本項ではゲームと漫画版の内容について記述する。

## 概要
コーエーのゲーム開発チームであるルビー・パーティーが発表したネオロマンスシリーズ第2弾で、平安時代の京都を思わせる異世界を舞台とする和風ファンタジー作品。
2004年10月から、水野十子の漫画版を原作としたテレビアニメ『遙かなる時空の中で〜八葉抄〜』が放映され、2006年8月19日には『劇場版 遙かなる時空の中で 舞一夜』として映画化された。
2008年から2009年にかけて、舞台化もされている。
ゲームについては下記ゲーム節を参照。

## ゲーム
- 遙かなる時空の中で
  - 2000年4月6日に発売されたPlayStation用ソフト。
- 遙かなる時空の中で
  - 2002年8月23日に発売されたゲームボーイアドバンス用ソフト。
- 遙かなる時空の中で〜八葉抄〜
  - 2005年4月1日に発売されたPlayStation 2用ソフト。
    - 遙かなる時空の中でのPS2移植版。既存キャラクターの新END、アクラムENDが追加されている。
- 遙かなる時空の中で 彩絵手箱
  - 2005年4月1日に発売されたPlayStation Portable用ソフト。
    - ミニゲーム集。これまでの音楽、画像や遙かなる時空の中で-紫陽花ゆめ語り-を収録。
- 遙かなる時空の中で 舞一夜
  - 2006年9月21日に発売されたPS2用ソフト。
    - 劇場版 遙かなる時空の中で 舞一夜の世界を元にしたゲームで、内裏を舞台にした作品。このタイトルでのみ多季史が攻略できる。
- ポケットシナリオシリーズ 遙かなる時空の中で 舞一夜
  - 2006年11月30日に発売されたニンテンドーDS用ソフト。
    - 立ち絵イラスト等を使ってシナリオを作成するゲーム。
- 遙かなる時空の中で Ultimate
  - 2018年2月22日に発売されたPlayStation Vita用ソフト。

## ストーリー
ごく普通の女子高生の主人公・元宮あかねは、入学式の日に同級生の森村天真、後輩の流山詩紋と共に不思議な古井戸に吸い込まれる。目覚めるとそこは「京」と呼ばれる平安時代に似た異世界だった。主人公は「星の一族」の末裔である幼い藤姫に、自分は「龍神の神子」として「八葉」と呼ばれる8人の男性と力を合わせて「鬼」から京を守る存在だと聞かされる。八葉には天真と詩紋も選ばれていた。最初は戸惑った主人公だが、段々と自身の運命と京の現状にまっすぐ向き合うようになる。

## 登場人物

### 主人公
元宮 あかね（もとみや あかね）
声 - 川上とも子
16歳（誕生日設定によっては15歳）。身長160cm。
明るく前向きな高校生。髪型は桃色のボブ。鬼の首領アクラムによって平安時代の京に似た異世界に召喚され、龍神の神子となる。龍神と意思の疎通が出来る唯一の存在で、彼女を助ける八葉と共に五行の力を使い、怨霊を鎮める。
漫画版およびドラマCDでは、八葉の性格から血液型を推察する場面があるが、ユーザーに準ずる主人公ゆえに既存の血液型は明かされていない。寝ぼけた頼久にキスをされてしまい一時的に素っ気ない態度をとってしまう。この一件を境に八葉を異性として意識し始める。紆余曲折あったものの頼久とは最終的に恋仲になり、天真・蘭と共に現代へ戻った。
劇場版 舞一夜では、怨霊の舞い手・多季史と出逢い、周囲から神子として扱われ苦しむ自分を救ってくれた優しい彼と恋に落ち、最後には彼を浄化した。

### 八葉
源頼久（みなもとの よりひさ）
声 - 三木眞一郎/幼少時は朴璐美
天の青龍。誕生日：10月9日。25歳。身長：185cm。血液型：A型（推察）。五行属性：木。
武士団の棟梁の息子。真面目で主である主人公に忠誠を誓っている。過去の兄の死に負い目を感じ、常に自分を律して鍛えながら育った頼もしい武士だが、繊細な一面もある。主人公や天真にさまざまな助言をする。
漫画版では、詩紋と並び最初に宝玉を獲得した。時折天然キャラになる所以について、作者の水野は「笑いが足りないと感じた時」とファンブックで明かした（カラーで書き難いキャラとも発言している）。幼少時の一人称は「俺」で、寡黙な成長後と異なり喜怒哀楽をはっきり出すタイプだった。鵺と親友。呪詛の影響で八葉としての記憶と力を失っても主人公への想いは忘れていなかった。主人公に好意を抱き彼女に告白されても躊躇していたが最終的に告白を受け入れ、現代で暮らすことになった。
森村天真（もりむら てんま）
声 - 関智一
地の青龍。誕生日：4月2日。17歳。身長180cm。血液型：B型。五行属性：木。
主人公と同じく現代からやって来た高校生。年齢は主人公より1つ上だが、留年したため同じ学年。面倒見が良く仲間思い。京への召喚前から、行方不明の妹を探していた。当初は頼久と性格が合わなかったが、後に信頼し合えるようになり、お互いの言動にツッコミを入れるほど気心の知れた間柄になっていく。イノリ曰く「似た者同士」。
漫画版やアニメ版では、主人公に示す独占欲が他キャラより強いが漫画版だと彼女は頼久と恋仲になったため、ふられた。同じく主人公に恋心を抱く永泉を牽制するなどやや粗野な一面も描かれ、頼久から窘められる。年下から兄貴分として慕われる反面、主人公や友雅からは可愛い存在として扱われる。水野は「最初に主人公が振る相手は天真の予定だった」と語っている。
イノリ
声 - 高橋直純
天の朱雀。誕生日：8月18日。15歳。身長163cm。血液型：O型（推察）。五行属性：火。
鍛冶師見習い。単純で素直。感情のままに突っ走る短気な面があるため周囲と衝突し易いが、家族思いで、近所の子供達にも慕われる。両親は事故で他界しており、病弱な姉と2人暮らし。姉を騙し不幸にした男への憎悪から、鬼の一族を毛嫌いしている。金髪碧眼が主な特徴である鬼に似た容姿の詩紋を嫌っていたが、後に和解し仲良くなった。
水野にとってカラーで書き易いキャラ。作中で使用されることはないが、漢字表記は「夷乃里」。ファンブックでは、本人も赤髪赤眼と異色でありながら鬼を嫌う矛盾が指摘されている。
流山詩紋（ながれやま しもん）
声 - 宮田幸季
地の朱雀。誕生日：2月25日。14歳。身長158cm。血液型：O型。五行属性：土。
主人公と同じく現代からやって来た中学生。主人公と天真の後輩。祖父がフランス人のクオーター。金髪碧眼の外見が原因でいじめられていた。気弱で心優しい性格。菓子作りが趣味で、京への召喚後も自作の菓子を主人公や屋敷の女房に配っている。鬼の一族と同じ特徴から誤解され、何度も面倒に巻き込まれる。
漫画版では、頼久と並び最初に宝玉を獲得した。ファンブックで他キャラの髪の方が色彩豊かという指摘が多く、舞台版では他キャラが黒に近い髪色に変更されたため、より金髪が目立つ演出となった。
藤原鷹通（ふじわらの たかみち）
声 - 中原茂
天の白虎。誕生日：12月22日。19歳。身長175cm。血液型：A型（推察）。五行属性：金。
貴族で治部省に勤める治部少丞と呼ばれる役人。真面目で穏やかな性格。差別を嫌い、鬼に対する偏見もない。大人びた雰囲気と外見だが、眼鏡を取るとやや童顔になる。女性への免疫のなさをネタに、友雅によくからかわれる。実は、貴族の父が屋敷の女房に生ませた庶子であり、5歳で正妻に引き取られた。深い愛情を注ぎ育てた義母に報いるため、立派な役人となる目標を立てているが、あくまでも自分の才覚だけで乗り切ろうと、貴族社会で当然とされる女性を利用した出世については断固拒んでいる。
漫画版では主人公に好意を抱いている描写が明確に描かれている。天真とは同等と言いはる。鬼の一族の中ではシリンと因縁が深く、彼女も彼に突っかかることが多い。
橘友雅（たちばなの ともまさ）
声 - 井上和彦
地の白虎。誕生日：6月11日。31歳。身長183cm。血液型：B型（推察）。五行属性：金。
貴族で左近衛府に勤める少将。飄々とした立居振る舞いから楽天家で遊び人の印象を与えるが、実際は知謀と力に優れる武人で、帝からの信頼も厚い。何事も楽しみたがる性分ゆえに、周囲からの信用は低い。女性の扱いに長け、慣れない鷹通をからかって遊ぶ傾向がある。
両親と数人の兄弟と同居。友雅は正室の子で、同腹の兄と弟がいる。そのほかに異母兄弟が三人いる。
漫画版では、登場の早さに反して宝玉獲得が最後となった。女性の肌に触れただけで実年齢を見抜く才能も持つ。女性関係が派手故に天真にはよく思われていないため、蘭にくぎを刺しているほど。『劇場版 舞一夜』の多季史とは短い交流があった。
永泉（えいせん）
声 - 保志総一朗
天の玄武。誕生日：7月6日。17歳。身長166cm。血液型：A型（推察）。五行属性：水。
帝の異母弟で、出家した法親王。争いを嫌う風流な少年。管弦の才に長け、特に笛が得意。兄である帝の願いにより、出家の際に剃髪はせず断髪に留めた。出家前は敦仁親王・中務卿宮・深泉（親しい間柄の者のみ）と呼ばれていた。
漫画版では主人公に恋心を抱くが天真に牽制されてしまう。帝は年相応の少年の顔を見せるようになった永泉の事をうれしく思っている反面、主人公への恋心を面白がっている。
安倍泰明（あべ の やすあき）
声 - 石田彰
地の玄武。誕生日：9月14日。21歳。身長179cm。血液型：AB型（推察）。五行属性：土。
安倍晴明の弟子の陰陽師。理知的で冷静沈着だが、好奇心が強く、純粋で子供っぽい一面も持つ。感情の起伏に乏しい。2年前に師匠の晴明が自身の陰の気を練って造った人造人間であり、身体が不安定なため、晴明の妻の亡骸に残っていた陽の気が顔に封印されている。常に身に着ける首飾りの珠も、陽の気を練って作られた。
漫画版では天真同様、主人公に告白している。呪詛を受けたが他キャラよりも早く記憶を取り戻している。しかし主人公に心配してほしかった故に嘘をついていた。

### 星の一族
代々、龍神の神子の補佐を宿命付けられた一族。経緯は定かではないが、左大臣家に嫁いだ藤姫の母を除き、一族が滅びている。
藤姫（ふじひめ）
声 - 大谷育江（代役：こおろぎさとみ）
誕生日：6月15日。10歳。身長135cm。血液型：A型（推察）。
左大臣家の末姫であり、星の一族最後の後継者（母が末裔）。健気で純真な性格で、年齢に似合わず大人びて聡明。主人公をとても慕っている。母の死亡時に雷が鳴っていたため、雷（雷神）を酷く恐れ、周囲の人々に縋る場面がある。貴族の姫ゆえに外出経験がほとんどなく、体力もない。神子に仕え補佐する務めを懸命に果たそうと尽力するが、内心、自分が力不足であり、主人公の役に立てていないのではと悩んでいる。

### 鬼の一族
人と異なる外見と不思議な力を持つ者達の総称。容姿は主人公曰く「外人」で、一部の鬼以外は金髪碧眼。
アクラム
声 - 置鮎龍太郎
誕生日：12月4日。26歳。身長182cm。
鬼の一族の首領。主人公を京に召喚した人物で、龍神の力を利用し京を支配しようと企む冷酷な性格。常に仮面をつけており、肩には黒麒麟を乗せている。『八葉抄』で新たに攻略対象となった。
漫画版では自分を弱いと言いのけ、主人公の傍にいて強いと認められた頼久に嫉妬心を見せている。
イクティダール
声 - 石井康嗣
誕生日：11月1日。35歳。身長193cm。
鬼の一族の副官。イノリの姉であるセリと愛し合って恋仲になったものの、アクラムに対する忠誠心にも背けず、争い合う人間と鬼の狭間で苦しむ。鬼と通じたことを村中から非難され、姉ともども迫害されたイノリからは、姉を騙した男として激しく憎まれている。
シリン
声 - 川村万梨阿
誕生日：3月7日。24歳。身長170cm。
鬼の一族の（作中で確認出来る）唯一の女性。自分の美しさを絶対的に信じ、京の人間を蔑む高慢な性格だが、愛するアクラムのためなら死すら厭わない一途さも持つ。アクラムが（力を利用出来る神子として）執着する主人公に、強い嫉妬心を抱いている。
漫画版およびアニメ版では、鷹通に突っ掛かる場面が多い。
セフル
声 - 浅川悠
誕生日：5月15日。14歳。身長163cm。
鬼の一族の少年。鬼と人間のハーフ。混血だったために捨てられた彼を、アクラムが拾って育てた。残虐な性格でアクラムにしか心を開かず、他の者には警戒と敵意を剥き出しにする。
ラン（森村 蘭（もりむら らん））
声 - 桑島法子
誕生日：1月17日。16歳。身長165cm。
現実世界の数年前にアクラムによって誘拐された天真の妹。感情を封印され、アクラムの手駒として使われていたが、主人公や八葉により救出される。主人公とは対の黒龍の神子。異世界との時の流れの違いにより、兄と同世代になる。紆余曲折を経て、再びアクラムの元へ自ら赴く。
漫画版では友雅に思いを寄せていたが、振られてしまう。

### その他
帝
声 - 井上倫宏
誕生日：9月18日。23歳。177cm。
永泉の兄で現帝。責任感が強い性格で、弟思い。政治的能力が高く貴族からの信頼も厚い。友雅を信頼し、星の一族の藤姫の助力になるよう頼んだ。
源実久（みなもとの さねひさ）
声 - 堀内賢雄
頼久と顔立ちが似ている兄で、腕利きの武士。10年前、任務中に弟を庇って死亡した。明るく親しみ易い性格で、幼い頼久からも慕われていた。
鵺（ぬえ）
声 - 森川智之
怨霊。ゲーム版では一介の敵だが、漫画版およびアニメ版では頼久の幼少時の友として登場。山奥で「もみじ」「かえで」という鹿とひっそり暮らしていた。
セリ
声 - 久川綾
病弱なイノリの姉。発作で動けなくなったところをイクティダールに助けられて以来、互いに愛し合っている。だが、鬼と通じている噂が広まり、弟と村を追放された。漢字表記は「瀬里」。
安倍晴明
声 - 松本大
稀代の陰陽師。泰明を創り出した師匠。
小天狗
声 - 嶋方淳子
泰明によって力を奪われた北山の大天狗。縮んだ姿から「小天狗」と呼ばれ、主人公に可愛がられていた。
右馬寮頭（うめりょうのかみ）
声 - 太田真一郎
気位が高い貴族で、典型的な嫌な人物として公式設定されている。なぜかよく転ぶ。かなりの小心者。
左大臣
藤姫の父。主人公達を娘の客人として迎え入れるが、龍神の神子を権力争いに巻き込みはしない良識ある人物。鬼に似た詩紋を外見で差別せず、日記を勧めるなど鷹揚に接する。
藤壺中宮
藤姫の異母姉。帝の后の1人。気位が高くわがままだが、素直で寂しがりな性格。妹の藤姫と母が異なるため、星の一族の血は継いでいない。
弘徽殿皇后
帝の正妃。政変に巻き込まれ出家し、帝の計らいで内裏へ戻った。左大臣の姫である藤壺中宮とは対立している。穏やかで控えめな性格。
イノリの子分
声 - くまいもとこ
イノリを親分と呼んで慕う、元気な庶民の少年。
鷹通の義母
声 - 天野由梨
夫の中宮太夫が屋敷の女房に生ませた鷹通を、5歳から引き取り、実子と変わらぬ愛情を注ぎ育てた。立派な役人に出世するという志を鷹通に抱かせた恩人だが、彼が元服の年に他界している。

### 劇場版
多季史（おおの すえふみ）
声 - 櫻井孝宏
23歳。
『劇場版 遙かなる時空の中で 舞一夜』、およびその舞台版に登場し、同名ソフトで新たな攻略対象となった、雨の日に主人公が出会った神秘的な雰囲気の青年。物静かで凜とした品格を持つ舞の名手。
季史が異母兄たちの呪詛により非業の死を遂げるまでが描かれる漫画版では、接点のある友雅を「琵琶殿」と呼んでいた。漫画版の生前の性格や小説版における事故に近い死因などは、劇場版と設定がやや異なっている。

## スタッフ
- 総括 - ルビー・パーティー（コーエー）
- キャラクターデザイン - 水野十子

## ゲーム版と漫画版の相違点
- ゲーム版
  - 八葉が最初から全員揃っている。
  - 主人公の性格や物事に対する姿勢は、選択肢により変化する。
  - 天真は行方不明の妹を常に気に掛けており、恋愛イベントも妹の話題が中心。
  - イベントの進め方次第では、蘭が天真の妹という事実が終盤まで判明しない。彼女を救えるのは最終章。
  - 冒頭のアクラムの行為によって、八葉全員が大切な心の一部を失う。「心のかけら」は持ち主の好きな複数の場所に散らばり、取り戻すことで恋愛が進展する。
- 漫画版
  - 主人公の名前は「元宮あかね」で通している。
  - 八葉がほとんど揃っておらず、展開も大きく違う。宝玉を得た順番は頼久と詩紋、天真、泰明、鷹通、イノリ、永泉、友雅。
  - 神子としての自覚を持てない主人公が宿った力の大きさに戸惑いを見せたり、キャラごとの個性が強調されたりなど、人物の心情が掘り下げられた。
  - 蘭が途中で救出される。感情と記憶は、召喚された後に捨て置かれ、孤独に耐え切れず黒龍を呼び寄せた際、怨霊を操る力と引き換えに失った設定。また、記憶を取り戻すのが終盤で本来の性格が不明のゲームと異なり、蘭の心情も細かく描かれている。
  - 主人公が序盤でアクラムに失恋、蘭が友雅に片想い（後に振られる）、初期から主人公を異性として意識する天真を始め、八葉のほとんどが主人公に想いを寄せるなど、恋愛面の描写も多い。
  - 四方の札は天の八葉に焦点を置いている。
  - 四方の札入手後の神泉苑の儀式で、八葉全員がアクラムの呪詛の矢を受け、八葉に選ばれてからの記憶と力を失う（泰明は例外）。呪詛を解除すべく、主人公はイクティダールの協力を得て頼久と泰明の式神と共に鬼の洞窟へ向かう。

## 関連商品

### ソフトウェア
- 遙かなる時空の中で〜恋絵巻〜（デスクトップアクセサリ） 2000年9月29日発売
- 遙かなる時空の中で〜恋つづり〜（メールソフト） 2001年3月30日発売

### CD
- ドラマCD
  - 遙かなる時空の中で〜八葉萌芽の巻（前編・後編）
  - 遙かなる時空の中で〜八葉みさと異聞〜壱・剣花の巻〜
  - 遙かなる時空の中で〜八葉みさと異聞〜弐・譲葉の巻〜
  - 遙かなる時空の中で〜八葉みさと異聞〜参・待宵の巻〜
  - 遙かなる時空の中で〜八葉みさと異聞〜四・青嵐の巻〜
- バラエティCD
  - 遙かなる時空の中で〜八葉みさと異聞〜花の宴〜「全巻購入プレゼント」
  - 遙かなる時空の中で〜花鳥風月〜
  - 遙かなる時空の中で〜音盤草紙〜白虹の巻・青雷の巻〜「LaLa全員サービスCD」
  - 遙かなる時空の中で〜音盤草紙〜天の巻・地の巻〜「LaLa全員サービスCD」
  - 遙かなる時空の中で〜歌草紙〜涼風の宴〜
- 音楽・ヴォーカルCD
  - 遙かなる時空の中で〜八葉みさと異聞〜雅の響〜
  - 遙かなる時空の中で〜八葉みさと異聞〜君恋ふる歌〜
  - 遙かなる時空の中で〜うたがさね〜
  - 遙かなる時空の中で〜紫陽花ゆめ語り〜音滴〜
  - 遙かなる時空の中で〜四神ミニアルバム（青龍・朱雀・白虎・玄武）

### 書籍
- 白泉社発行
  - コミック「遙かなる時空の中で」 水野十子著　全17巻
  - コミック「遙かなる時空の中で・ファンブック」 水野十子著
  - コミック「遙かなる時空の中で・スーパーガイド」 水野十子著
  - イラスト集「遙かなる時空の中で」 水野十子著
- コーエー出版発行
  - オフィシャルブック「はるか通信」 1〜17
  - 「遙かなる時空の中で」オフィシャルガイドブック〜京洛絵巻〜
  - 「遙かなる時空の中で」コンプリートガイド〜浪漫草紙〜
  - 「遙かなる時空の中で」エキスパートガイド〜八葉恋歌〜
  - 「遙かなる時空の中で」メモリアルブック〜八葉全集〜
  - 「遙かなる時空の中で」四神ヴィジュアルブック
  - オフィシャルブック「ネオロマンス通信 Cure！」1〜
  - 「遙かなる時空の中で」メッセージコレクション
  - 小説「遙かなる時空の中で」近藤史恵著
  - 小説「遙かなる時空の中で〜花がたみ〜」近藤史恵著
  - 「遙かなる時空の中で」京都ガイド

### 舞台
ネオロマンスステージ「遙かなる時空の中で〜朧草紙〜」が、2009年1月4日 - 18日にかけてサンシャイン劇場、2009年1月31日 - 2月1日にかけて大阪厚生年金会館 芸術ホールにて公演。2009年8月12日 - 16日になかのZEROホールにて再演。
本編終了後の八葉それぞれとのひとときを回替わりで上演。
- キャスト
  - 元宮あかね - はねゆり
  - 源頼久 - 成松慶彦
  - 森村天真 - 中村誠治郎
  - イノリ - 椎名鯛造
  - 流山詩紋 - 河野弘樹
  - 藤原鷹通 - 根本正勝
  - 橘友雅 - 寿里
  - 永泉 - 長谷部恵介
  - 安倍泰明 - 八戸亮
  - 藤姫 - 森林永理奈
  - 小天狗 - やまだまいこ
  - アクラム - 汐崎アイル
  - イクティダール - TROY
  - シリン - 小野麻亜矢
  - 邪香妃 - 真山奈緒
  - 惨魏 - 中村英司
  - 禍虫 - 滝田明仁
- スタッフ
  - 脚本 - 山田由香
  - 脚色・演出 - キタムラトシヒロ（Ｚ団）
  - 音楽 - 高梨康治／藤澤健至
  - テーマソング - たいせい